# Coupe d'Angleterre de football 1934-1935
Navigation
Coupe d'Angleterre 1933-1934 Coupe d'Angleterre 1935-1936
La Coupe d'Angleterre de football 1934-1935 est la 60e édition de la Coupe d'Angleterre, la plus ancienne compétition de football, la Football Association Challenge Cup (généralement connue sous le nom de FA Cup).
Sheffield Wednesday remporte la compétition pour la troisième fois de son histoire, battant West Bromwich Albion en finale sur le score de 4 à 2 à Wembley à Londres.

## Compétition

### Quarts de finale
Les quarts de finale ont lieu le 2 mars 1935.
| Équipe 1             | Résultat | Équipe 2          |
| -------------------- | -------- | ----------------- |
| Sheffield Wednesday  | 2 - 1    | Arsenal FC        |
| West Bromwich Albion | 1 - 0    | Preston North End |
| Everton FC           | 1 - 2    | Bolton Wanderers  |
| Burnley FC           | 3 - 2    | Birmingham        |

### Demi-finales
Les demi finales ont lieu le 16 mars 1935, tous les matchs ont lieu sur terrain neutre.
| Équipe 1             | Résultat | Équipe 2         |
| -------------------- | -------- | ---------------- |
| Sheffield Wednesday  | 3 – 0    | Burnley FC       |
| West Bromwich Albion | 1 – 1    | Bolton Wanderers |

Match d'appui le 20 mars 1935 :
| Équipe 1             | Résultat | Équipe 2         |
| -------------------- | -------- | ---------------- |
| West Bromwich Albion | 2 – 0    | Bolton Wanderers |

### Finale
| Finale de la coupe d'Angleterre 1934-1935 | Sheffield Wednesday | 4 – 2   | West Bromwich Albion | Wembley, Londres     |                      |
| 27 avril 1935                             |                     | (1 – 1) |                      | Spectateurs : 93 204 | Spectateurs : 93 204 |